# 탄생석
탄생석(誕生石, birthstone)은 사람이 태어난 달과 연관지어 몸에 지니면 행운이 따른다고 여겨지는 보석을 말한다. 탄생석은 오랫동안 초자연적인 힘이 있다고 여겨져왔으며 각각의 탄생석에 의미가 붙여지면서 인간의 운명을 점치는 데에 보조적인 역할을 해왔다. 20세기 이후 각 보석의 쓰임새나 희귀성에 따른 가치 평가가 달라지면서 새로운 탄생석이 추가되기도 하였다.

## 탄생석의 역사

### 서양 풍습
1세기 역사가인 플라비우스 요세푸스는 출애굽기에 묘사된 대로 이스라엘 지파를 상징하는 아론의 흉패에 있는 열두 보석과 한 해의 열두 달, 황도대의 열두 별자리 사이에 연관성이 있다고 믿었다.:275–306 출애굽기의 흉패에 관한 구절의 번역과 해석은 매우 다양했으며, 요세푸스 자신도 열두 보석에 대한 두 가지 다른 목록을 제시했다.:130–131 조지 프레데릭 쿤츠는 요세푸스가 출애굽기에 묘사된 것이 아니라 제2성전의 흉패를 보았다고 주장한다. 히에로니무스는 요세푸스를 인용하여 새 예루살렘의 기초석(요한의 묵시록 21:19–20)이 그리스도인들에게 적합할 것이라고 말했다.:294
8세기와 9세기에는 특정 보석을 사도와 연관시키는 종교 논문이 작성되어 "그들의 이름이 기초석에 새겨지고 그들의 미덕이 담길" 것이라고 했다.:299 관습은 열두 개의 보석을 보관하고 한 달에 하나씩 착용하는 것이 되었다.:298 단일 탄생석을 착용하는 풍습은 불과 몇 세기 전의 일이지만, 현대 전문가들은 날짜에 대해 의견이 다르다. 쿤츠는 이 풍습을 18세기 폴란드에 두는 반면, 미국보석학회는 1560년대 독일에 그 기원을 둔다.:293

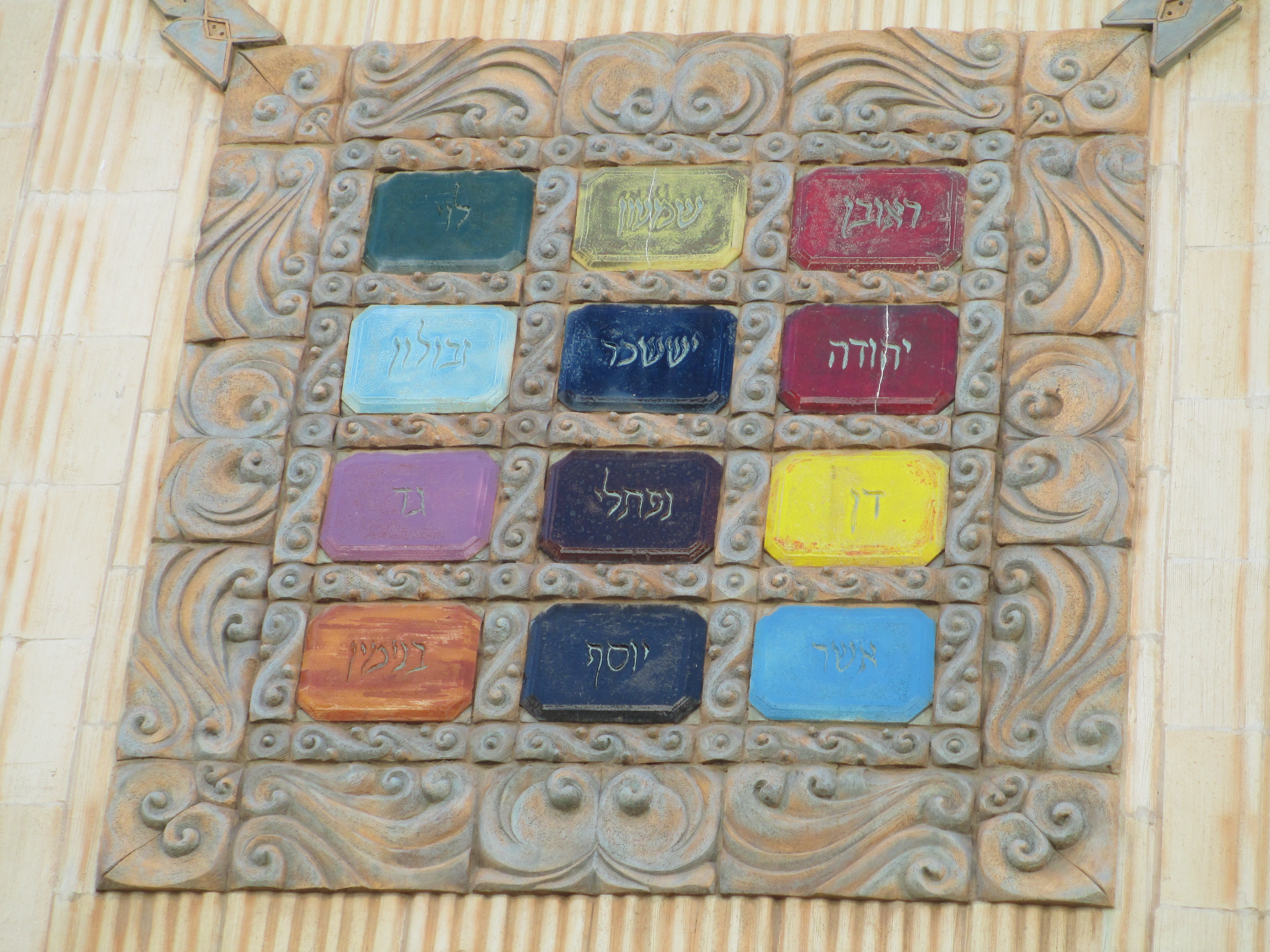
이스라엘 라마트간의 중앙 세파르디 회당 앞에 있는 대제사장 흉패의 재현

현대 탄생석 목록은 흉패나 기독교의 기초석과는 거의 관련이 없다. 취향, 풍습, 혼란스러운 번역이 그것들을 역사적 기원에서 멀어지게 했다.:310 한 저자는 1912년 캔자스 목록(아래 참조)을 "근거 없는 판매 수단에 불과하다"고 불렀다.:132
일부 시는 그레고리력의 각 월을 탄생석과 연결한다. 이것들은 영어권 사회의 전통적인 보석이다. 티파니 (기업)는 1870년에 "작자 미상"의 이 시들을 팸플릿으로 처음 출판했다.

#### 현대 탄생석
1912년, 탄생석을 표준화하기 위해 (미국) 국립 보석상 협회(현 Jewelers of America)는 캔자스에서 모임을 갖고 공식적으로 목록을 채택했다.:317 미국 보석 산업 협의회는 1952년에 목록을 업데이트했다.:311 6월에는 알렉산드라이트, 11월에는 황수정, 10월에는 핑크 전기석을 추가했다. 그들은 또한 12월의 청금석을 지르콘으로 대체하고 3월의 기본/대체 보석을 바꾸었다. 미국 보석 거래 협회는 2002년에 탄자나이트를 12월 탄생석으로 추가했다. 2016년, 미국 보석 거래 협회와 미국 보석상 협회는 첨정석을 8월의 추가 탄생석으로 추가했다. 영국 국립 금세공 협회는 1937년에 자체적인 탄생석 표준 목록을 만들었다. 2021년 일본 산업 협회는 10가지 새로운 유형의 탄생석을 추가했다.

### 동양 전통
동양 문화에서도 탄생과 관련된 유사한 범위의 보석을 인정하지만, 보석을 출생 월과 연관시키는 대신 천체와 연관시킨다. 점성술은 특정 개인에게 가장 밀접하게 관련되고 유익한 보석을 결정한다. 예를 들어, 힌두교에는 나바그라하 (행성, 태양, 달을 포함한 천체력)와 관련된 9가지 보석이 있으며, 산스크리트어로 나바라트나 (아홉 보석)로 알려져 있다. 태어날 때 점성술 차트가 계산된다. 정확한 출생 시간과 장소에서 이 힘들의 하늘에서의 위치에 따라 잠재적인 문제를 막기 위해 특정 돌을 몸에 착용하도록 권장된다.

## 기간별 탄생석
| 월   | 15세기–20세기:315                  | 미국 (1912):319–320  | 영국 (2013)          | 미국 (2019)                  |
| ---- | ---------------------------------- | -------------------- | -------------------- | ---------------------------- |
| 1월  | 석류석                             | 석류석               | 석류석               | 석류석                       |
| 2월  | 자수정, 히아신스, 진주             | 자수정               | 자수정               | 자수정                       |
| 3월  | 혈석, 벽옥                         | 혈석, 아쿠아마린     | 아쿠아마린, 혈석     | 아쿠아마린, 혈석             |
| 4월  | 다이아몬드, 사파이어               | 다이아몬드           | 다이아몬드, 수정     | 다이아몬드                   |
| 5월  | 에메랄드, 마노                     | 에메랄드             | 에메랄드, 녹옥수     | 에메랄드                     |
| 6월  | 묘안석, 터키석, 마노               | 진주, 월장석         | 진주, 월장석         | 진주, 월장석, 알렉산드라이트 |
| 7월  | 터키석, 호마노                     | 루비                 | 루비, 카닐리언       | 루비                         |
| 8월  | 사드오닉스, 카닐리언, 월장석, 황옥 | 사드오닉스, 페리도트 | 페리도트, 사드오닉스 | 페리도트, 첨정석, 사드오닉스 |
| 9월  | 크리솔라이트                       | 사파이어             | 사파이어, 청금석     | 사파이어                     |
| 10월 | 단백석, 아쿠아마린                 | 단백석, 전기석       | 단백석               | 단백석, 전기석               |
| 11월 | 황옥, 진주                         | 황옥                 | 황옥, 황수정         | 황옥, 황수정                 |
| 12월 | 혈석, 루비                         | 터키석, 청금석       | 탄자나이트, 터키석   | 터키석, 지르콘, 탄자나이트   |

## 황도대별

### 열대 황도대
| 별자리 | 날짜:318              | 보석:345–347 |
| ------ | --------------------- | ------------ |
| 백양궁 | 3월 21일 – 4월 19일   | 혈석         |
| 금우궁 | 4월 20일 – 5월 20일   | 사파이어     |
| 쌍아궁 | 5월 21일 – 6월 20일   | 마노         |
| 거해궁 | 6월 21일 – 7월 22일   | 에메랄드     |
| 사자궁 | 7월 23일 – 8월 22일   | 호마노       |
| 처녀궁 | 8월 23일 – 9월 22일   | 카닐리언     |
| 천칭궁 | 9월 23일 – 10월 22일  | 크리솔라이트 |
| 천갈궁 | 10월 23일 – 11월 21일 | 녹주석       |
| 인마궁 | 11월 22일 – 12월 21일 | 황옥         |
| 마갈궁 | 12월 22일 – 1월 19일  | 루비         |
| 보병궁 | 1월 20일 – 2월 18일   | 석류석       |
| 쌍어궁 | 2월 19일 – 3월 20일   | 자수정       |

## 요일별 탄생석
"생일석"이라는 용어가 때때로 탄생석의 동의어로 사용되지만, 각 요일에도 고유한 보석이 할당되며, 이러한 할당은 월별 할당과는 다르다.
| 요일   | 보석               |
| ------ | ------------------ |
| 일요일 | 황옥, 다이아몬드   |
| 월요일 | 진주, 수정         |
| 화요일 | 루비, 에메랄드     |
| 수요일 | 자수정, 자철석     |
| 목요일 | 사파이어, 카닐리언 |
| 금요일 | 에메랄드, 묘안석   |
| 토요일 | 터키석, 다이아몬드 |

## 갤러리

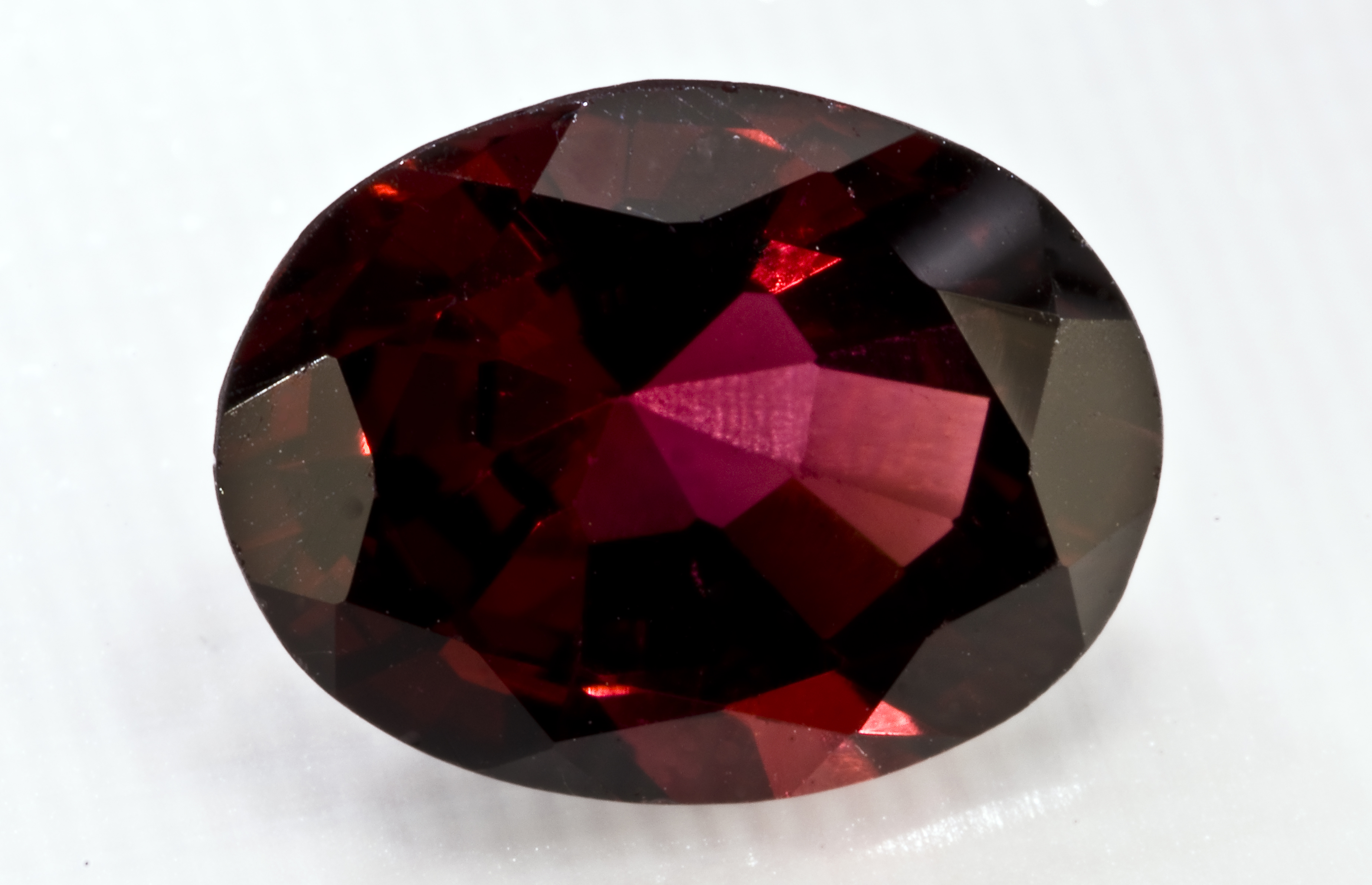
1월 탄생석, 석류석
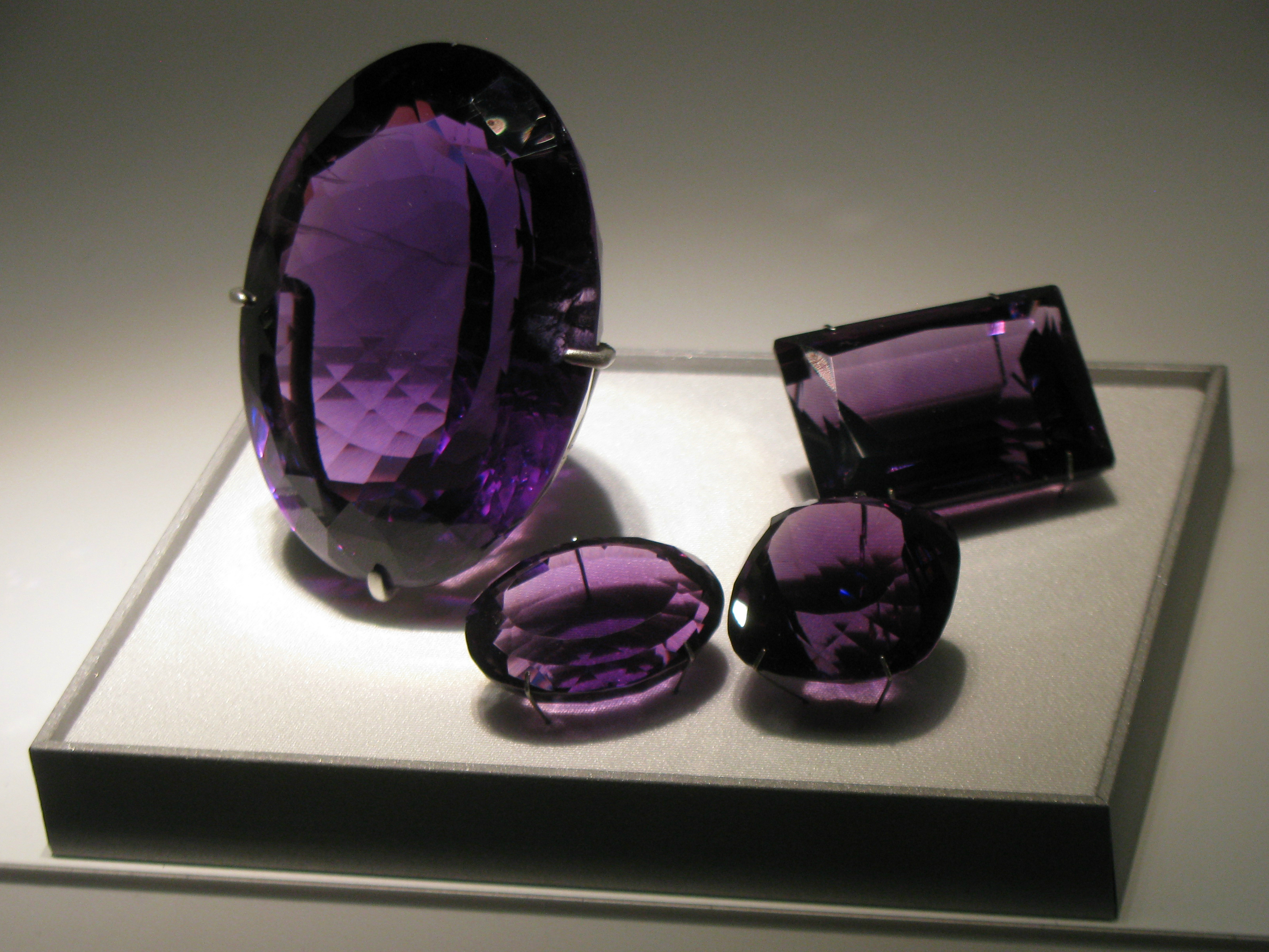
2월 탄생석, 자수정
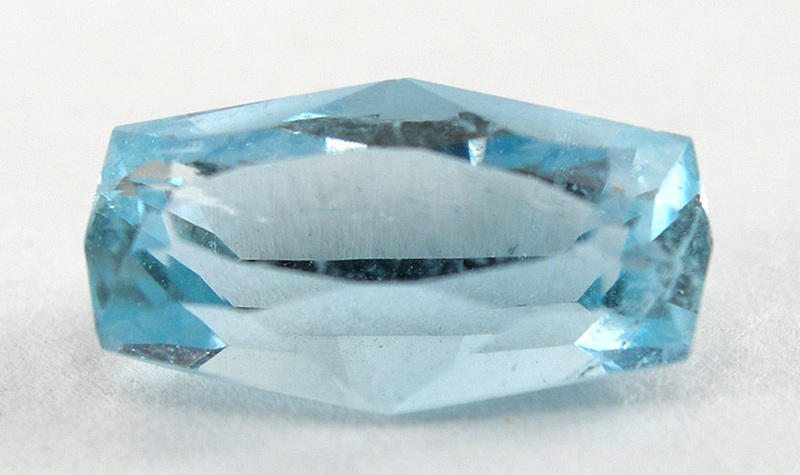
3월 탄생석, 아쿠아마린
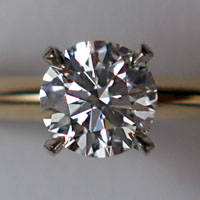
4월 탄생석, 다이아몬드
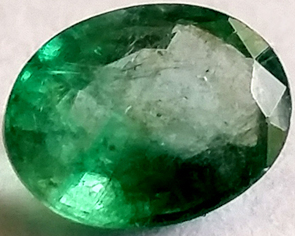
5월 탄생석, 에메랄드
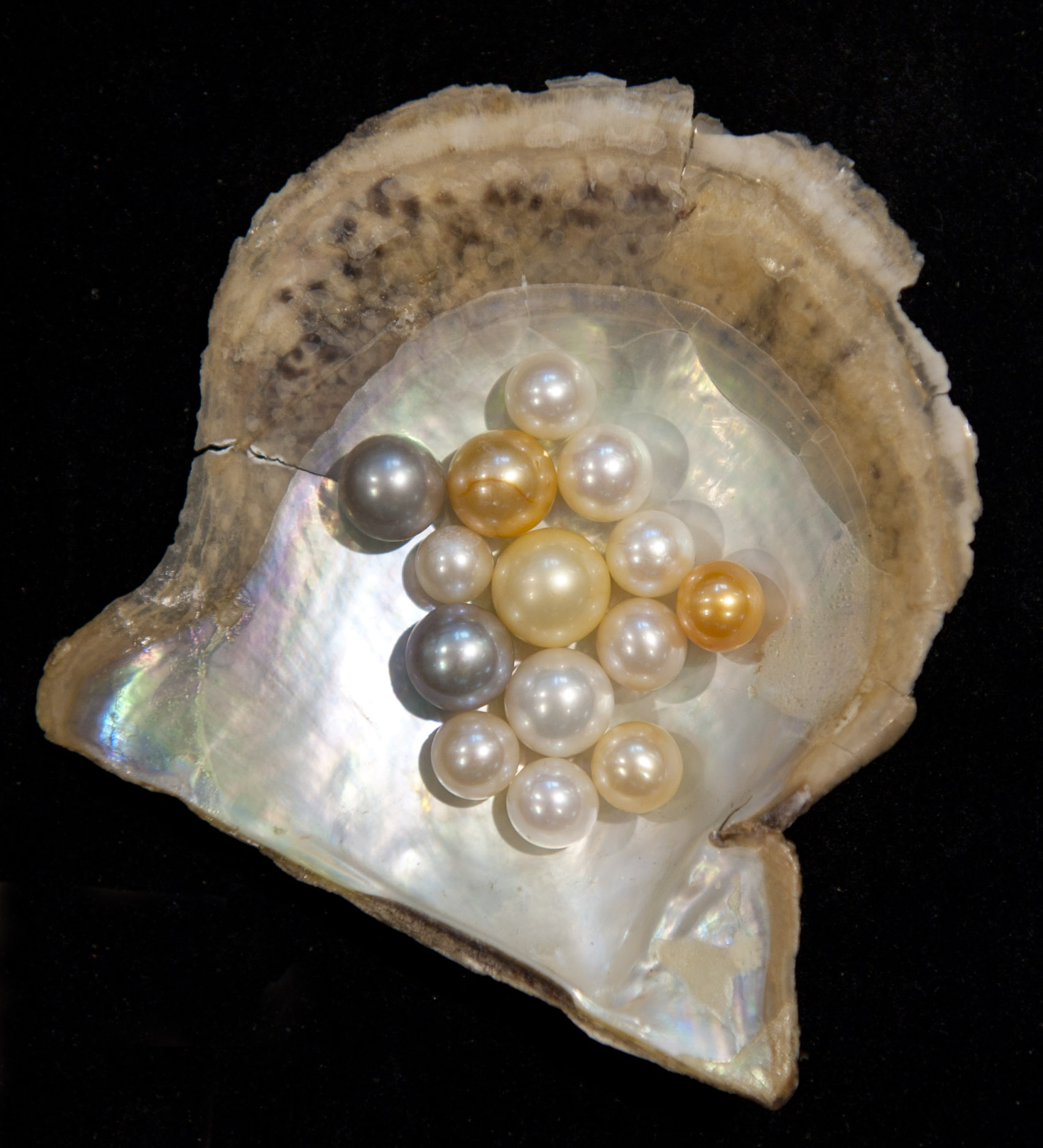
6월의 세 가지 탄생석 중 하나인 진주
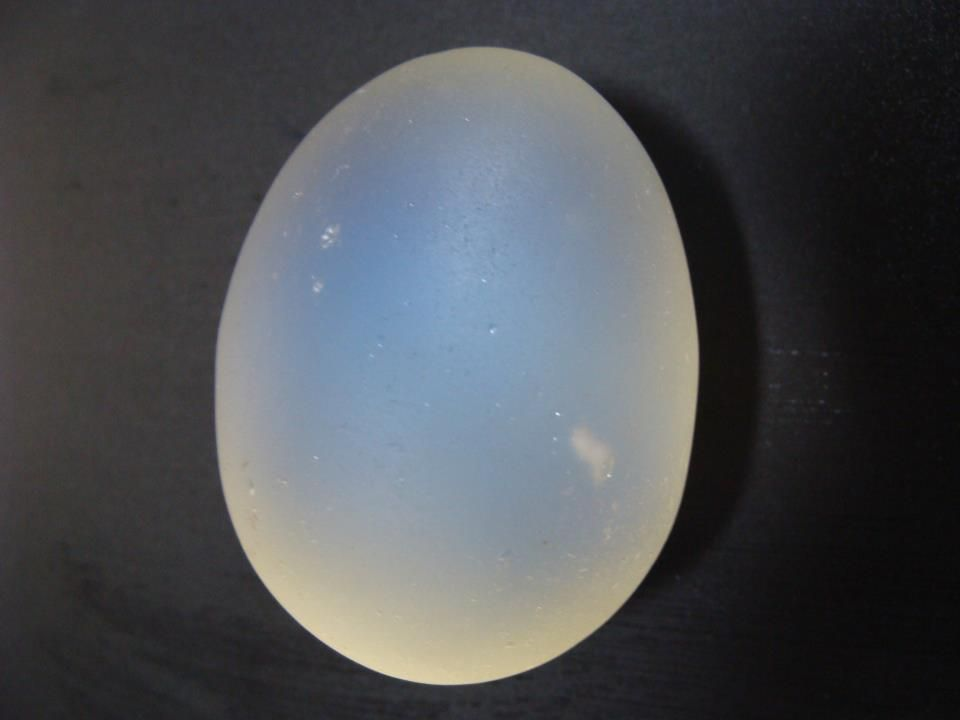
6월의 세 가지 탄생석 중 하나인 월장석
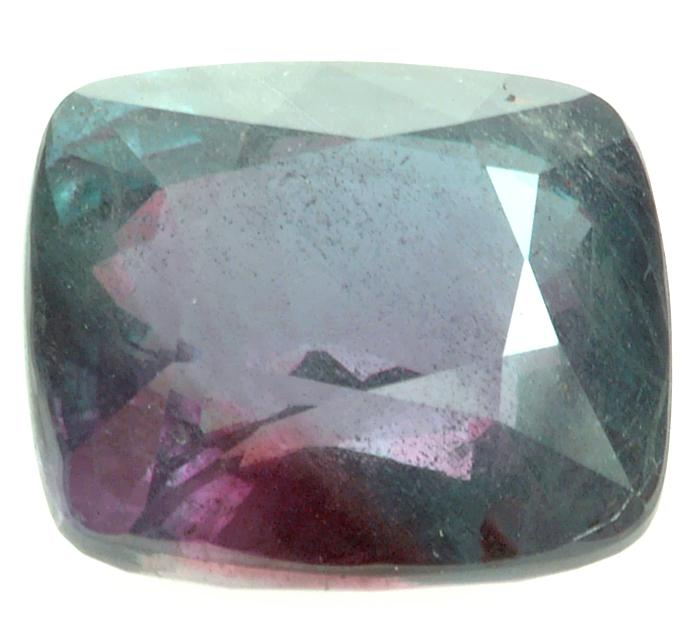
6월의 세 가지 탄생석 중 하나인 알렉산드라이트
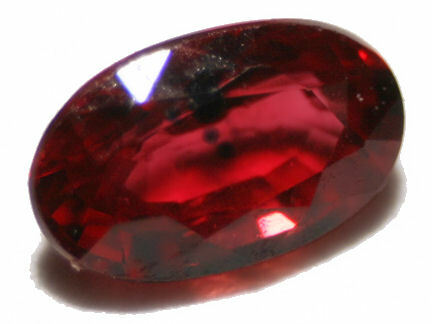
7월 탄생석, 루비
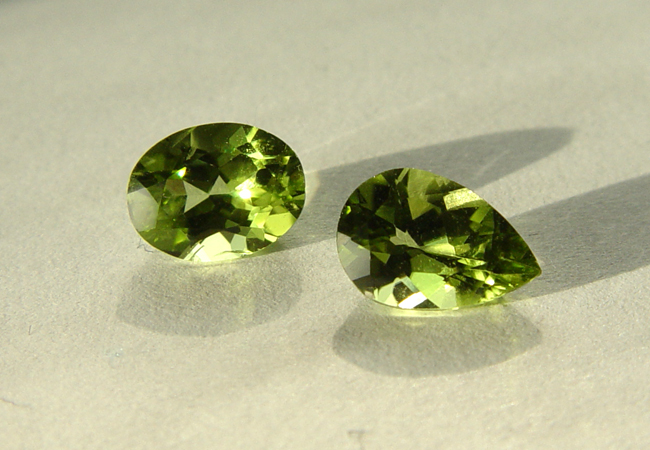
8월의 현대 탄생석, 페리도트
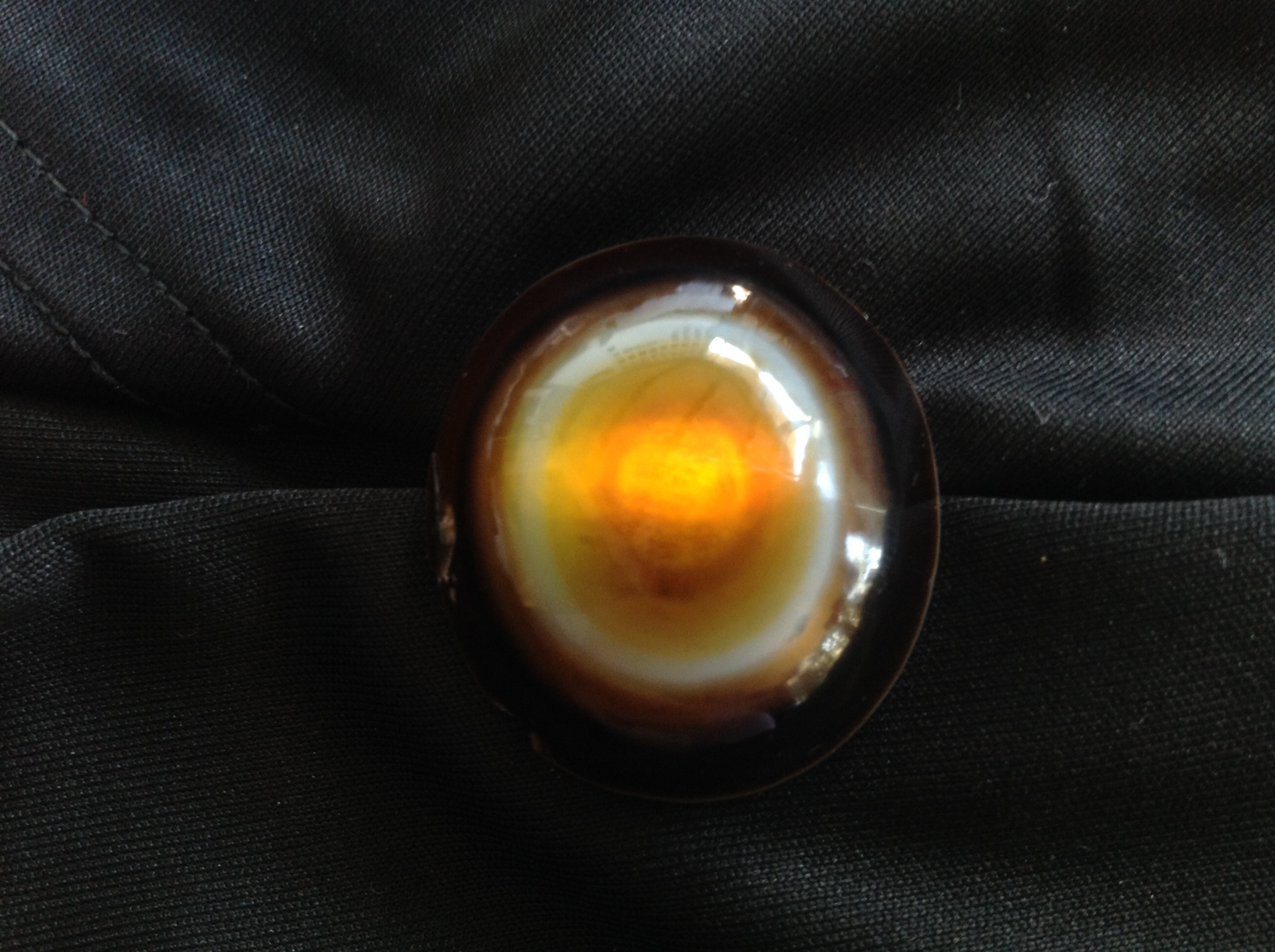
8월의 전통 탄생석, 사드오닉스
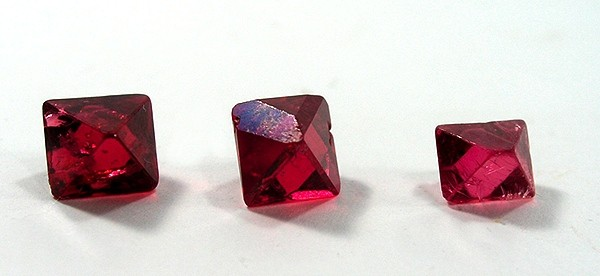
8월의 최근 (2019년) 대체 탄생석, 첨정석
9월 탄생석, 사파이어9월 탄생석, 사파이어
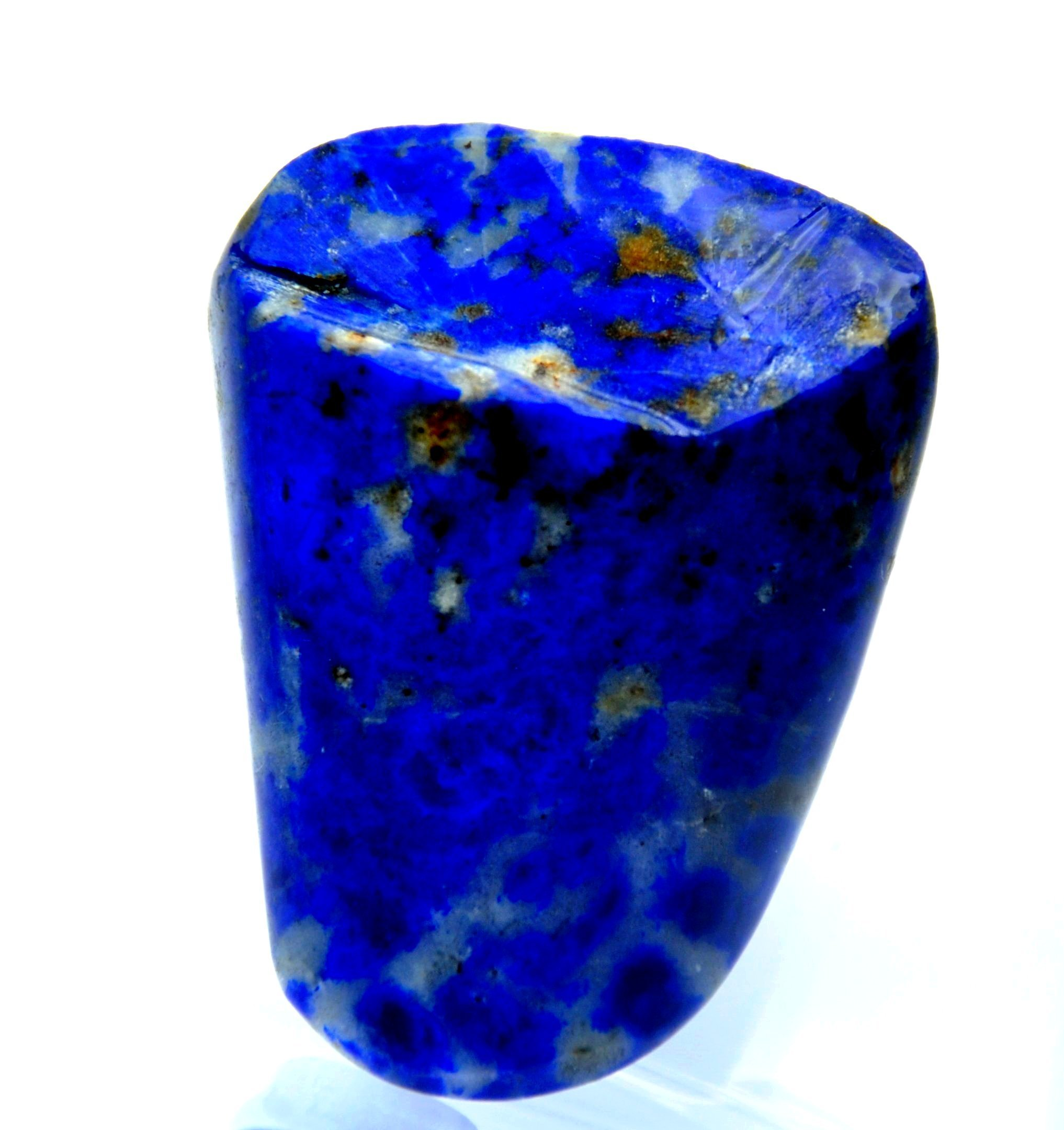
9월의 전통 탄생석, 청금석
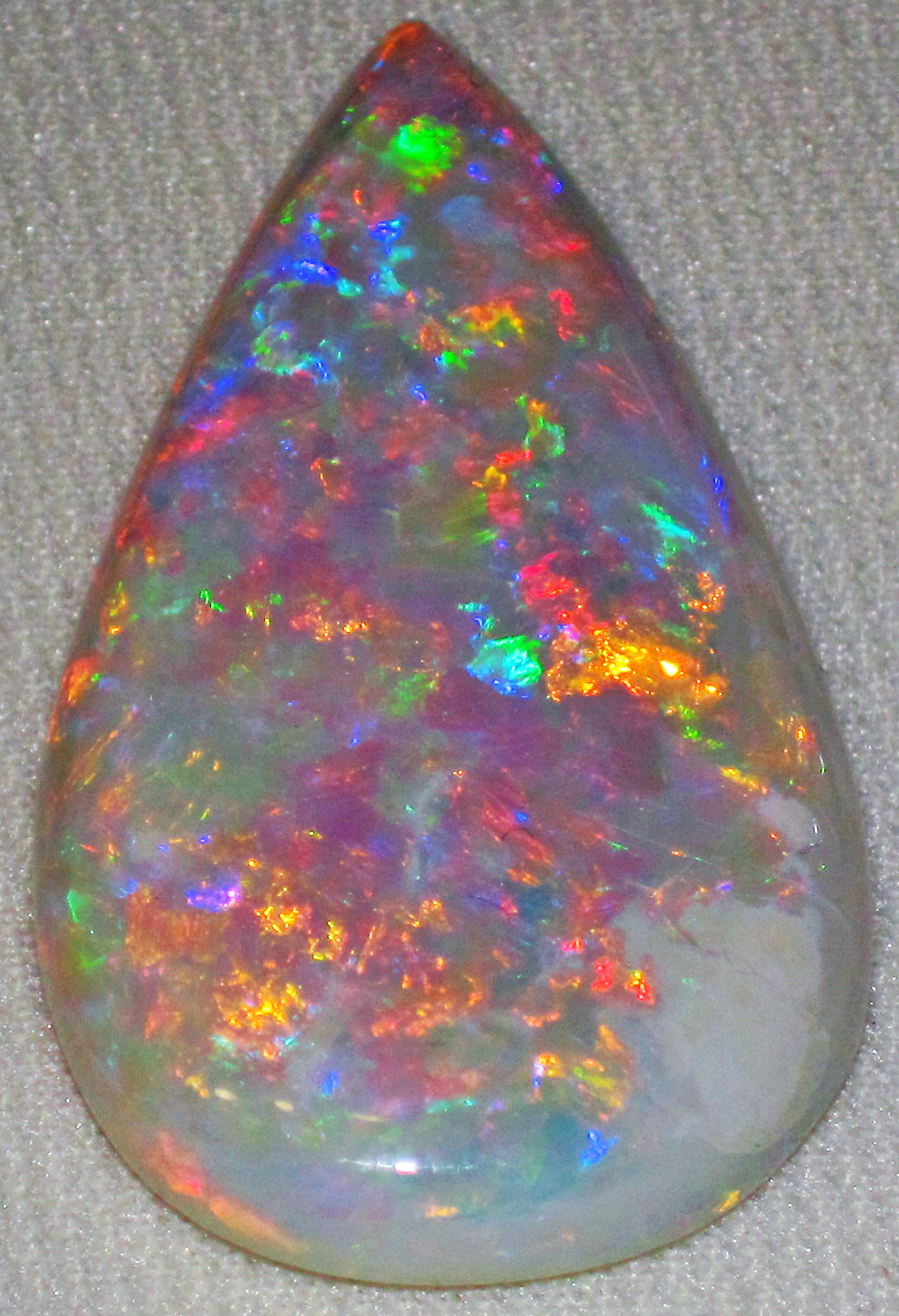
10월의 두 가지 탄생석 중 하나인 단백석
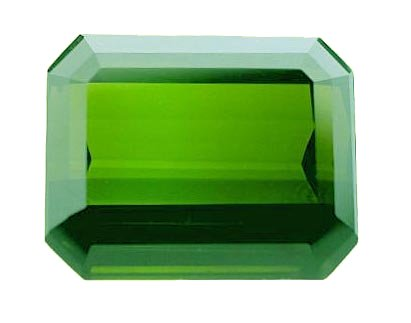
10월의 두 가지 탄생석 중 하나인 전기석
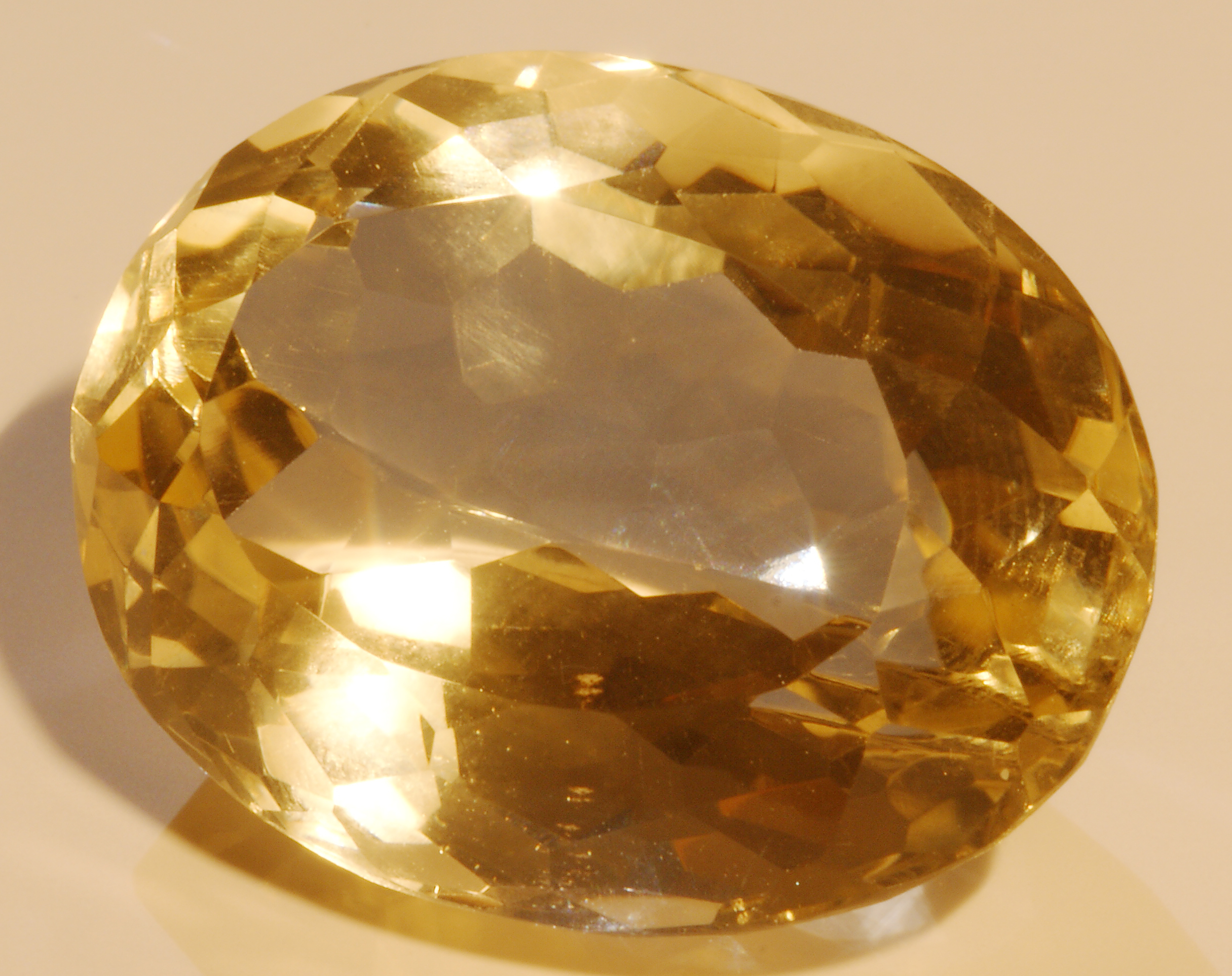
11월의 두 가지 탄생석 중 하나인 황수정
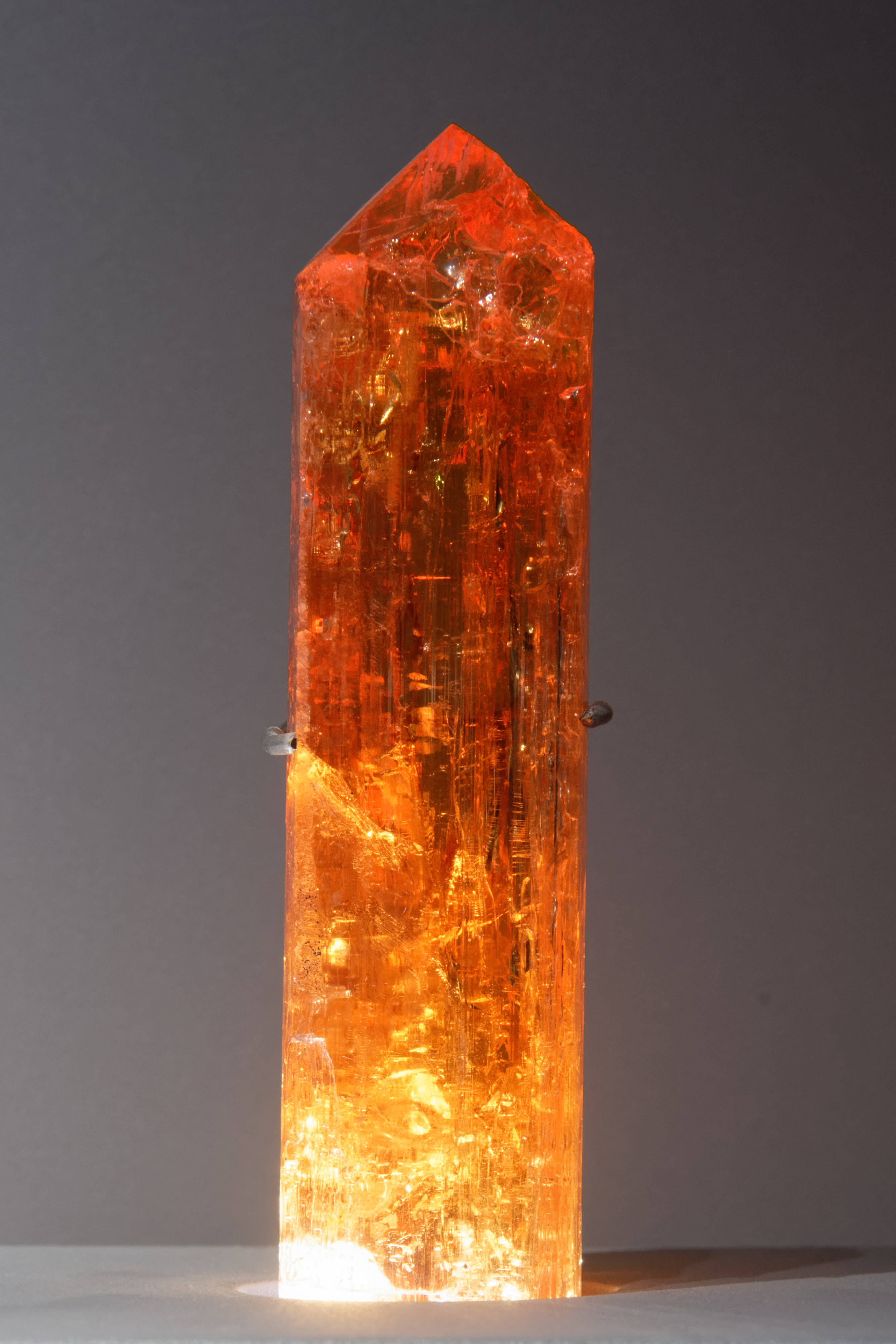
11월의 두 가지 탄생석 중 하나인 황옥
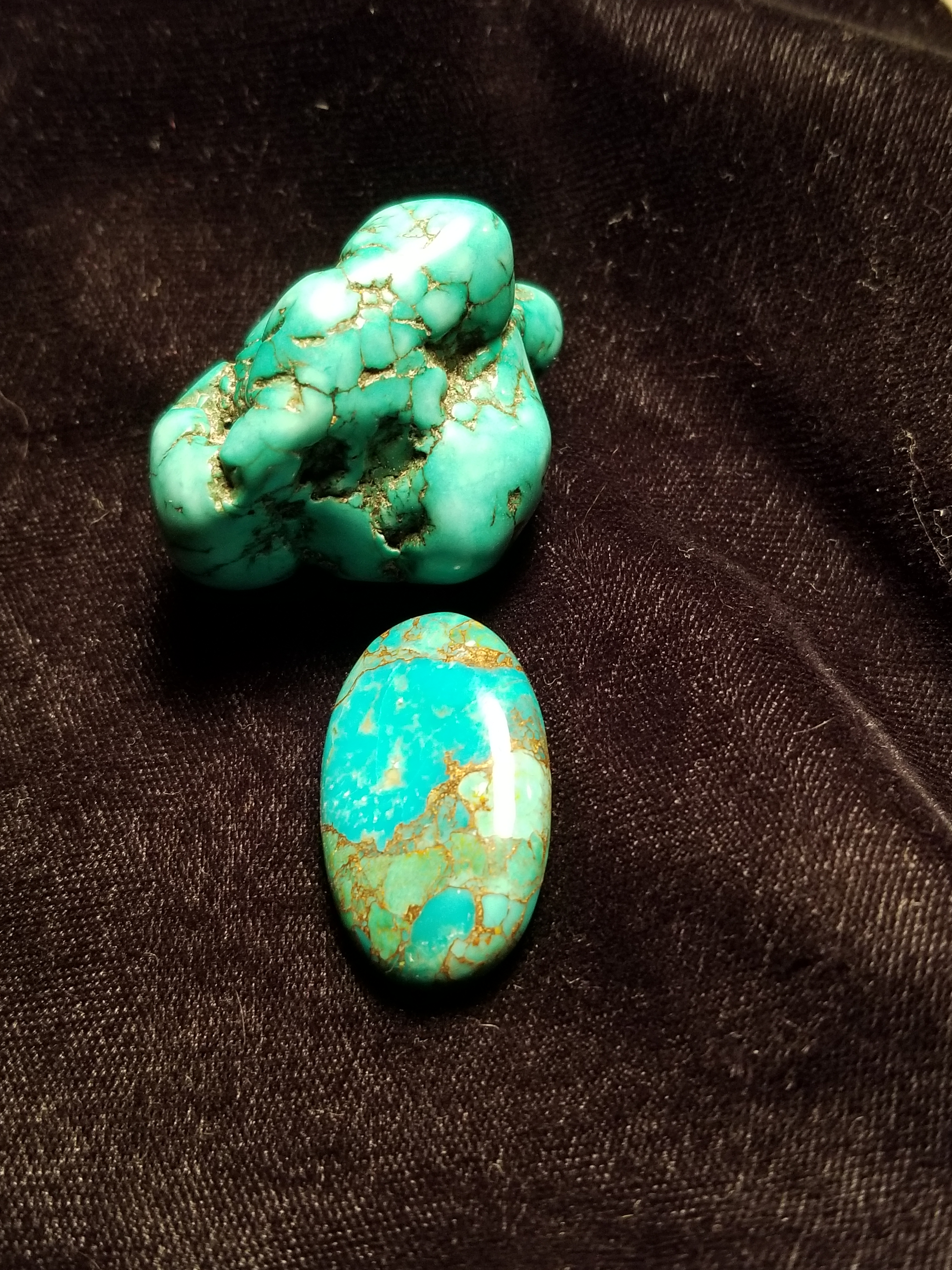
12월의 세 가지 탄생석 중 하나인 터키석
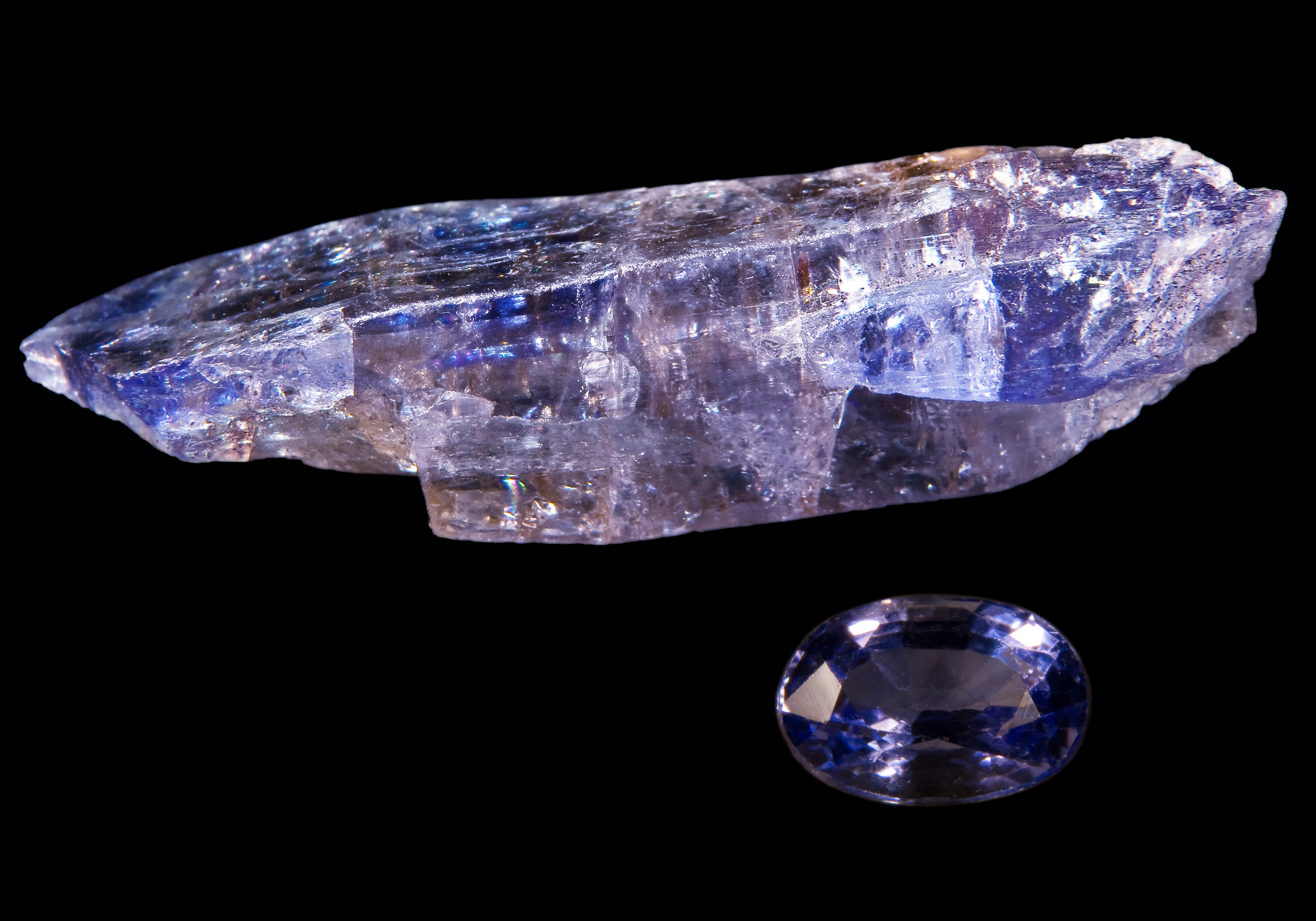
12월의 세 가지 탄생석 중 하나인 탄자나이트
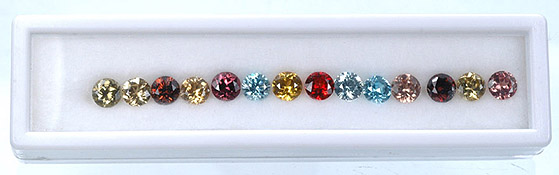
12월의 세 가지 탄생석 중 하나인 지르콘

## 같이 보기
- 탄생화